# Auguste-Léopold Huys
Auguste-Léopold Huys, né le 9 juillet 1871 à Bruges (Belgique) et mort le 8 octobre 1938 à Albertville (Congo belge), est un prêtre catholique belge et missionnaire au Congo belge.  Membre de la Société des Missionnaires d'Afrique (Pères blancs) il fut vicaire apostolique coadjuteur du Haut-Congo de 1909 à sa mort en 1938, et fondateur du premier petit séminaire du Congo belge.

## Biographie
Auguste Huys est né le 9 juillet 1871 à Bruges (Belgique) dans une famille bien connue du monde commerçant. 
En 1889, il fait de brillantes études chez les Pères Blancs à Maison-Carrée (près d'Alger) et ensuite à l'Université ecclésiastique de Rome où il décroche en doctorat en théologie en 1895. 
Auguste Huys est ordonné prêtre le 21 septembre 1895 chez les Pères Blancs. En 1896, il accompagne Mgr Roelens qui en fera son coadjuteur dans l'État indépendant du Congo. Il arrive le 26 août 1896 à la mission de Mpala (en), avec sa jolie église néo-romane sur la côte Ouest du lac Tanganyika. Après quelques mois, il dirige l'école de catéchistes, de même que, juste à côté, le premier petit séminaire du Congo belge, destiné à la formation du clergé indigène. Il fonde également le premier grand séminaire du Congo. 
Après les vacances scolaires de 1898, il prend, avec la permission de Mgr Roelens, les six meilleurs éléments et les élèves catéchistes les plus pieux à qui il apprend lui-même les bases de la grammaire latine . La nouvelle imprimerie de la mission fournit les manuels  avec les textes en latin et en swahili . Jusqu'en 1929, les cours sur sept à huit ans sont les mêmes qu'en Europe, avec étude des textes classiques latins, des Pères de l’Église, des textes sacrés, mais aussi les mathématiques, le français, le swahili, la géographie, des bases de sciences naturelles, etc., sans négliger les travaux manuels et l'entretien des champs du séminaire. 
Le 16 mars 1909, Auguste Huys est nommé évêque titulaire (ipi) de Rusicade (de) et coadjuteur de Mgr Roelens. Il est consacré par le cardinal Mercier le 12 avril 1909 avec comme co-consécrateurs Gustave Waffelaert et François Camille Van Ronslé (de). En 1917, le premier prêtre noir est ordonné, conclusion de l'engagement cathéchique d'Auguste Huys.
Au 30 juin 1933, on comptait 366 missionnaires, 35 prêtres et 56 sœurs noires et 600.000 chrétiens, témoignant de l'effort évangélisateur au Congo belge.
Mgr Auguste-Léopold Huys meurt le 8 octobre 1938.

## Succession apostolique
Auguste-Léopold Huys a ordonné les évêques suivants :
- Évêque Mathurin Guillemé (en), M. Afr. (1911)